# Luise Mössinger-Schiffgens

Luise Schiffgens

Luise Mössinger-Schiffgens (* 26. Juli 1892 in Aachen; † 1. Dezember 1954 in Homburg; gebürtig Luise Simons) war eine deutsche Politikerin. Die Frauenrechtlerin gehörte der SPD an, war von 1920 bis 1924 Abgeordnete im Preußischen Landtages und anschließend bis 1930 Mitglied des Reichstages. Nach dem Zweiten Weltkrieg war sie Mitbegründerin der Sozialdemokratischen Partei des Saarlandes (SPS) und von 1947 bis 1954 Abgeordnete im Landtag des Saarlandes.

## Leben
Nach der Volksschule (~ 14 Jahre alt) arbeitete Luise Simons zunächst als Textilarbeiterin. Sie war Mitglied der Sozialistischen Arbeiter-Jugend und trat nach dem 15. Mai 1908 der SPD bei. Bisher war es zwar Frauen verboten, politischen Vereinen oder Parteien beizutreten und das Wort zu ergreifen, aber eine Änderung im Sinne der Gleichberechtigung erfolgte durch das sogenannte Reichsvereinsgesetz. Von 1920 bis 1929 war Luise Schiffgens, wie sie nun nach ihrer Heirat hieß, dann Stadtverordnete in Aachen sowie von 1920 bis 1924 und erneut 1930 Mitglied im Preußischen Landtag. Außerdem gehörte Schiffgens dem Reichstag während der dritten und vierten Wahlperiode (1924–1930) an. Dabei setzte sie sich dort hauptsächlich für die Frauenrechte ein.
Im Jahr 1928 zog Schiffgens ins Saargebiet, wo sie sich unter anderem am Aufbau der Arbeiterwohlfahrt beteiligte. Von 1930 bis 1933 war sie als Lehrerin für Funktionärsschulung beim SPD-Reichsausschuss für sozialistische Bildungsarbeit tätig. Im Vorfeld der Saarabstimmung 1935 warb sie gegen einen Anschluss an das nationalsozialistische Deutsche Reich. Anschließend emigrierte sie nach Bordeaux. Während des Krieges engagierte sie sich in der Résistance. Schiffgens war Mitglied und Vizepräsidentin des Comité „Allemagne libre“ pour l’Ouest (CALPO) und gehörte dem Vorstand der Refugiés Sarrois en France an.
Nach dem Krieg kehrte Schiffgens ins Saarland zurück und wurde Gründungsmitglieder der SPS. Als Vertreterin der Frauen gehörte sie ab 1948 dem SPS-Vorstand an. Von 1946 bis zu ihrem Tod war Mössinger Schiffgens, wie sei ab 1952 hieß, Stadtverordnete in Saarbrücken. Darüber hinaus war sie ab 1947 Mitglied im Landtag des Saarlandes und bekleidete dort von Oktober 1953 bis zu ihrem Tod im Dezember 1954 das Amt der Fraktionsvorsitzenden der SPS.

## Familie
In erster Ehe war Luise Simons ab 1912 mit Joseph Schiffgens verheiratet. Im Jahr 1952 heiratete sie den Sozialdemokraten Karl Mössinger. Luise Mössinger-Schiffgens hatte zwei Töchter.